# Amblyomma aureolatum
Amblyomma aureolatum (лат.) — вид клещей из семейства Ixodidae. Южная Америка: Аргентина, Бразилия, Парагвай, Суринам, Уругвай, Французская Гвиана. Среднего размера клещи (3—5 мм). Тазики I-III с 2 шпорами, тазики IV с одной шпорой. Паразитируют на млекопитающих, главным образом, из семейства собачьи и других представителях отряда хищных. Ранние стадии развития также обнаруживаются на птицах и грызунах. Известны случаи заражения человека.
Переносчики риккетсий Rickettsia bellii.